# Aleksander Čonda
Aleksander Čonda, slovenski spidvejist, * 26. avgust 1990, Trbovlje.
Sandi prihaja iz Radeč in je slovenski spidvejski reprezentant. Je oče hčerkice z imenom Nia.

## Uspehi
| Kaj?                                       | Leto:                  |
| ------------------------------------------ | ---------------------- |
| Mladinski državni prvak                    | 2008                   |
| Član članske reprezentance Slovenije       | 2009                   |
| Član članske reprezentance Slovenije       | 2010, 2011, 2013, 2014 |
| Mladinski državni prvak                    | 2008, 2010, 2011       |
| Avstrijski članski državni prvak           | 2010                   |
| Slovenski članski vice prvak               | 2010, 2013             |
| 3.mesto državnega prvenstva                | 2009, 2011, 2012       |
| Kapetan mladinske reprezentance            | 2010 in 2011           |
| Polfinalist članskega svetovnega prvenstva | 2011, 2013, 2014       |
| Finalist evropskega članskega prvenstva    | 2011                   |